# Yorkville (Tennessee)
Pour les articles homonymes, voir Yorkville.
Yorkville est une municipalité américaine située dans le comté de Gibson au Tennessee.
Selon le recensement de 2010, Yorkville compte 286 habitants. La municipalité s'étend sur 1,42 milles carrés (3,68 km2).
La ville est fondée en 1830 par John C. Kuykendall, originaire de Yorkville en Caroline du Sud,. Elle devient une municipalité vingt ans plus tard en 1850.